# Ассельбергс, Альфонс
Альфонс Ассельбергс (фр. Alphonse Asselbergs; 19 июня 1839[…], Брюссель — 4 октября 1916 или 10 апреля 1916, Уккел) — бельгийский художник-пейзажист.

## Биография
Родился в 1839 году в Брюсселе в обеспеченной семье торговца бумагой. В возрасте двадцати лет приступил к работе в компании своего отца. Случайно повстречав пейзажиста Эдуара Юберти, Ассельбергс заинтересовался искусством. Он начал брать у Юберти уроки живописи и к 1861 году создал свои первые самостоятельные картины. Вместе с Юберти Ассельбергс путешествовал по окрестностям Намюра, где они вместе работали на пленэре. С той же целью совершил поездку в Арденны. А в 1866 году окончательно вышел из  семейного бизнеса и присоединился к колонии художников в Тервюрене, куда регулярно ездил на протяжении следующих пяти лет. Начиная с того же времени регулярно выставлял свои работы на ежегодных салонах в Генте и Брюсселе.
В 1873—74 годах посетил Алжир, в результате чего создал ряд ориентальных картин, которые, однако, были встречены публикой прохладно, в отличие от пейзажей.
В дальнейшем жил сперва в Генке (не путать с Гентом), а затем в Уккеле, где владел домом с круглой башней-мастерской. Время от времени посещал Италию и Францию,   в 1880-х время от времени выставлял свои картины на Парижском салоне.
В знак признания своих заслуг в области живописи, был награждён бельгийским королевским орденом Леопольда I.
Скончался в 1916 году в Уккеле.

## Галерея

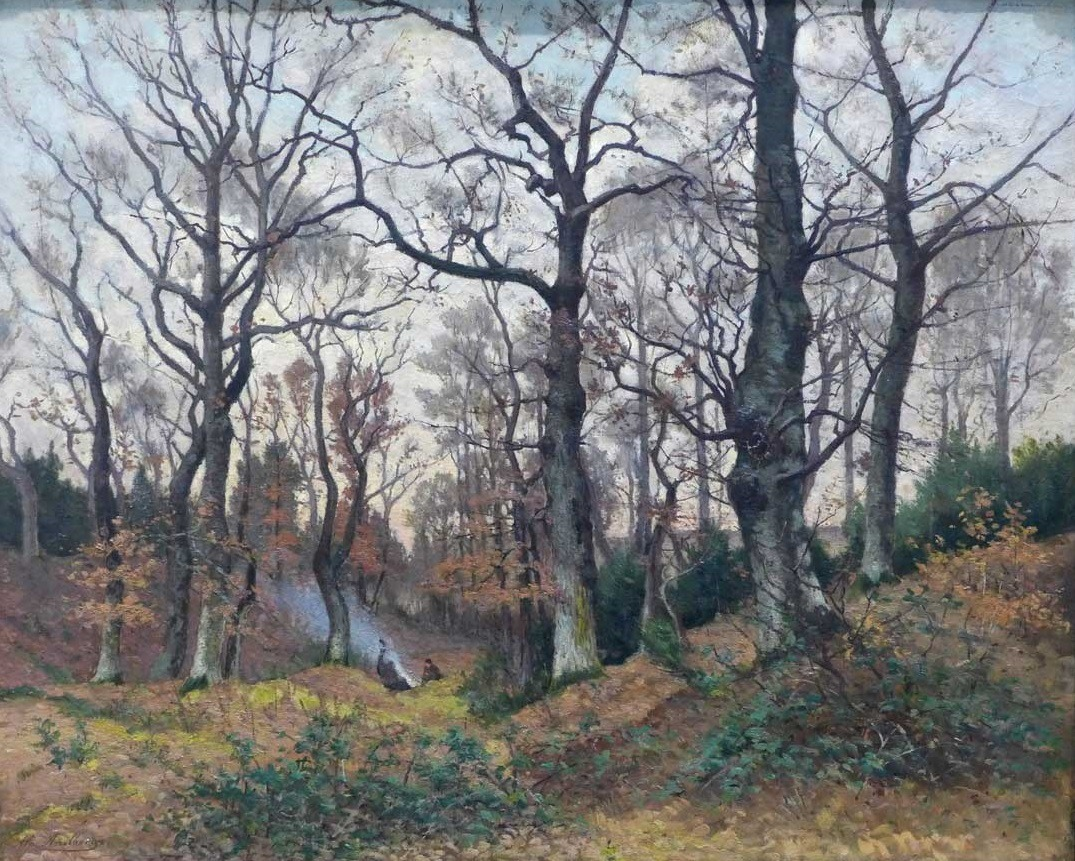
У костра в лесу
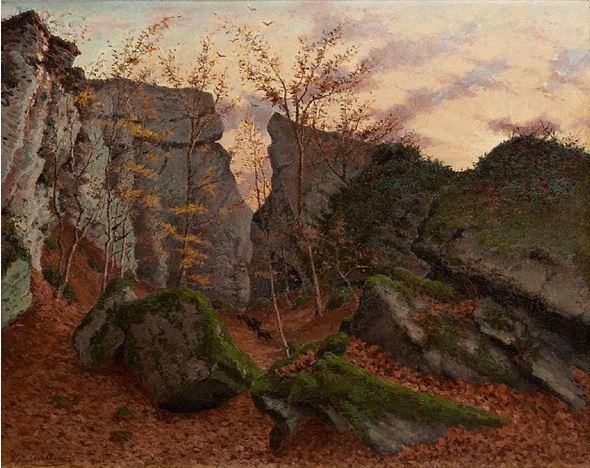
Дикие кабаны (на заднем плане в центре) в скалистом лесном овраге
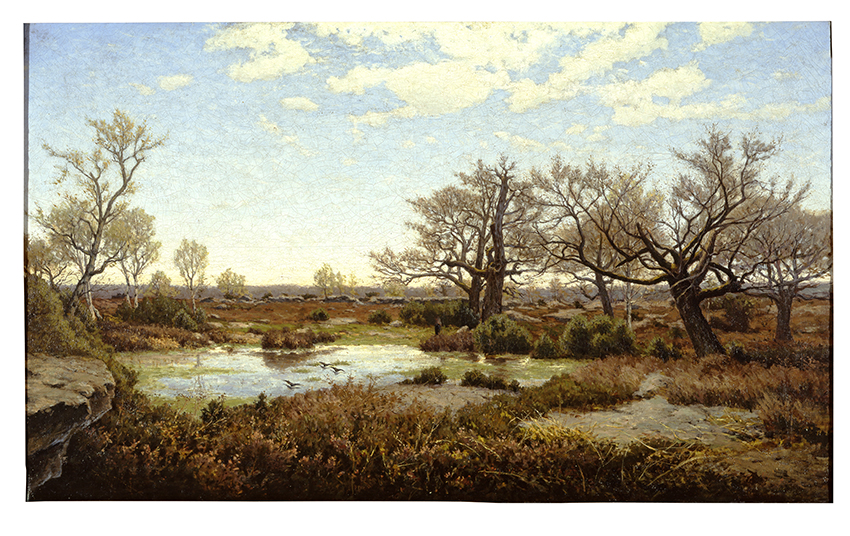
Пруд в лесу Фонтенбло
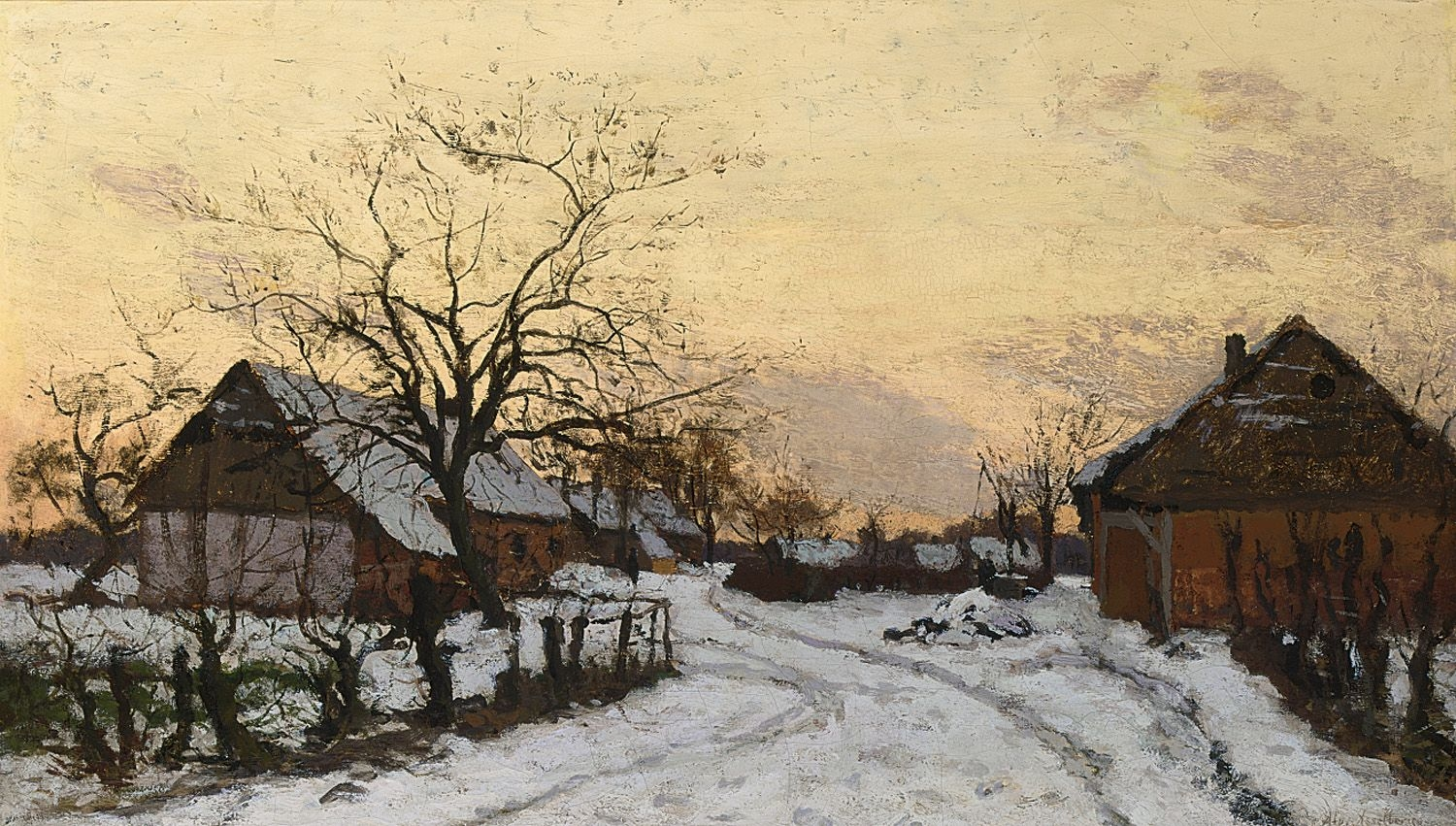
Деревня в снегу
Торфяное болото в Кемпене
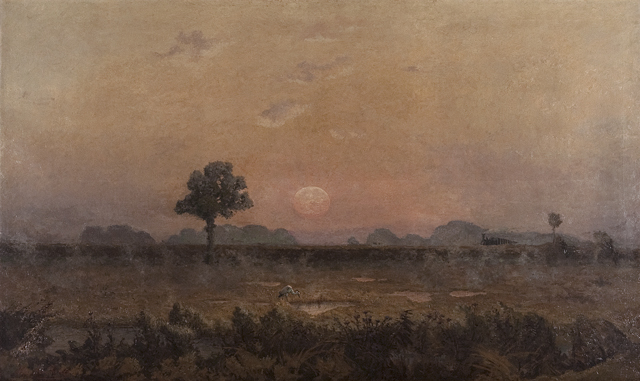
Кемпен. Рассвет над болотом

## Дальнейшее чтение
- Gustave Vanzype, Alphonse Asselbergs, G. Van Oost, Bruxelles-Paris, 1918.
- P. & V. Berko, Dictionary of Belgian Painters born between 1750 and 1875, Editions Laconti, 1981 ISBN 978-2-87008-013-9
- Danny Lannoy, Frieda Devinck, Thérèse Thomas, Impressionisten in Knocke & Heyst (1870-1914); Stichting Kunstboek, Oostkamp, 2007 ISBN 978-90-5856-247-0
- Kristof Reulens (Ed.), Genk door schildersogen. Landschapsschilders in de Limburgse Kempen, Davidsfonds Leuven, 2010 ISBN 978 90 5826 749 8